# Application performance management
Na área de tecnologia da informação, application performance management (APM), do inglês, gerenciamento de desempenho de aplicações, consiste no monitoramento e gestão do desempenho e da disponibilidade de aplicativos de software . O APM é empregado para detectar e diagnosticar problemas complexos de desempenho de aplicações para manter um determinado nível de serviço esperado. APM é "a tradução de métricas de TI em significado de negócio ([ou seja] valor)".
As técnicas de APM são particularmente adequadas para aplicações web.

## História
Na publicação APM Conceptual Framework, a Gartner Research descreve cinco dimensões de APM: 
- Monitoramento da experiência do usuário final – ( ativo e passivo )
- Descoberta e modelagem de arquitetura de tempo de execução (topologia) de aplicativos
- Perfil das transações definido pelo usuário (também chamado de gerenciamento de transações comerciais )
- Monitoramento de componentes de aplicativos
- Análise de dados das aplicações e geração de relatórios

Em 2016, a Gartner Research atualizou sua definição, em três dimensões funcionais principais: 
- O monitoramento da experiência do usuário final (EUEM) evoluiu para monitoramento da experiência digital (DEM);
- Uma nova dimensão, descoberta, rastreamento e diagnóstico de aplicativos (ADTD), combina três dimensões anteriormente separadas (descoberta e visualização de topologia de aplicativo [arquitetura de tempo de execução], perfil de transação definido pelo usuário e aprofundamento do componente de aplicativo), uma vez que todas as três são principalmente focados na remediação de problemas e estão interligados;
- Análise de aplicativos (AA).

Desde o primeiro semestre de 2013, a APM vê um período de intensa competição pela melhor tecnologia e estratégia, com uma multiplicidade de fornecedores e pontos de vista concorrentes.